# Richard Naumann
Richard Naumann (* 17. Februar 1906 in Ehrenfriedersdorf; † 17. Oktober 1978 in Lüneburg) war ein deutscher Richter und Rechtswissenschaftler.

## Leben
Naumann studierte von 1925 bis 1928 Rechtswissenschaften an der Universität Leipzig. Von 1929 bis 1932 war er Gerichtsreferendar. Er wurde 1930 bei Richard Schmidt an der Universität Leipzig mit der Dissertation Vom Staatsrecht der Neu-England-Kolonien im 17. Jahrhundert zum Dr. jur. promoviert. 1932 wurde er Gerichtsassessor. Er war dann Amtsgerichtsrat.
Von 1935 bis 1938 war er wissenschaftlicher Assistent in Leipzig. 1938 habilitierte er sich an der Rechts- und Staatswissenschaftlichen Fakultät der Christian-Albrechts-Universität zu Kiel mit der durch Paul Ritterbusch betreuten Arbeit Die Wandlungen im Recht des Widerrufs von Verwaltungsakten. Im Anschluss leistete er Wehrdienst. Von 1938 bis 1940 war er Lehrstuhlvertreter für Öffentliches Recht in Kiel und Privatdozent für Verwaltungsrecht, Finanzrecht und Verfassungsrecht in Leipzig. 1940 wurde er außerordentlicher Professor für Rechtswissenschaften und 1942 ordentlicher Professor für Öffentliches Recht an der Kieler Universität. 1943 wurde er als Ordinarius für Rechtswissenschaften an die Leopold-Franzens-Universität Innsbruck berufen. Aufgrund des Zweiten Weltkrieges trat er sein Amt jedoch nicht an. Im Juni 1945 schied er als „Reichsdeutscher“ aus dem Hochschuldienst aus.
Von 1946 bis 1954 folgte ein Lehrauftrag für Rechtswissenschaften an der Universität Hamburg; danach war er Honorarprofessor für Verwaltungsrecht, Finanzrecht und Verfassungsrecht ebendort. Im gleichen Zeitraum war er hauptberuflich als Richter tätig. Er war Senatspräsident beim Hanseatischen Oberverwaltungsgericht in Hamburg, Präsident des Oberverwaltungsgerichts Niedersachsen und Schleswig-Holstein in Lüneburg und Vizepräsident des Niedersächsischen Staatsgerichtshofes.

## Schriften (Auswahl)
- Vom Staatsrecht der Neu-England-Kolonien im 17. Jahrhundert (= Leipziger rechtswissenschaftliche Studien. H. 52). Th. Weicher, Leipzig 1930.
- Wandlungen im Recht des Widerrufs von Verwaltungsakten (= Schriften des Instituts für Politik und internationales Recht an der Universität Kiel. N. F. Bd. 8). Deutscher Rechtsverlag, Berlin u. a. 1939.
- Die Berufsbeamten und die Staatskrisen (= Veröffentlichungen der Vereinigung der Deutschen Staatsrechtslehrer, Heft 13). Berichte von Friedrich August von der Heydte, Günter Dürig, Richard Naumann, Hans Spanner und Aussprache zu den Berichten in den Verhandlungen der Tagung der deutschen Staatsrechtslehrer zu Tübingen am 14. und 15. Oktober 1954. de Gruyter, Berlin 1955.
- mit Helmut R. Külz (Hrsg.): Staatsbürger und Staatsgewalt. Verwaltungsrecht und Verwaltungsgerichtsbarkeit in Geschichte und Gegenwart. Jubiläumsschrift. Zum 100-jährigen Bestehen der deutschen Verwaltungsgerichtsbarkeit und zum 10-jährigen Bestehen des Bundesverwaltungsgerichtes. Im Auftrag der Vereinigung der Präsidenten der Deutschen Verwaltungsgerichte, 2 Bände, C. F. Müller, Karlsruhe 1963.
- Ihr Recht als Mieter. Ein Lexikon der wichtigsten Fragen und Antworten (= ETB. 20309). Econ Taschenbuch Verlag, Düsseldorf 1987, ISBN 3-612-20309-6 (Aktualisierte Neuausgabe, 3. Auflage, 1993, ISBN 3-612-21140-4).